# Balla Mária
Balla Mária, Lantos Lászlóné (Nógrádverőce, 1944. december 6. –) 14-szeres magyar bajnok úszó, edző. Testvére Balla Balázs világbajnok (1973 Belgrád) vízilabdázó, úszó. Első férje, Lantos László úszó, edző, újságíró volt.

## Élete
1944. december 6-án született Nógrádverőcén. 1963-ban érettségizett a Hámán Kató Leánygimnáziumban. 1966-ban a Sportvezető és Edzőképző Intézetben edzői oklevelet szerzett. Laboránsként dolgozott a Konzerv- és Papíripari Kutató Intézetben.
1957 és 1961 között a DVSC, 1962 és 1968 között az FTC úszója volt. 1962 és 1968 között a válogatott tagja volt.  1962 és 1968 között 14 magyar bajnoki címet szerzett.
Két olimpián vett részt. 1964-ben, Tokióban helyezetlen volt 100m és 4x100m háton. Az 1968-as mexikóvárosi olimpián nyolcadik lett 4x100m háton, helyezetlenül végzett 100m háton.

## Sikerei, díjai
- Olimpiai játékok
  - 4x100 m hát
    - 8.: 1968, Mexikóváros
    - bronzérmes: 1962, Lipcse
- 14-szeres magyar bajnok (1962–68)
- A Ferencváros Örökös Bajnoka

## Rekordjai

### 100 m hát
- 1:12,2 (1962. augusztus 5., Budapest) országos csúcs
- 1:11,9 (1963. július 21., Budapest) országos csúcs
- 1:11,2 (1963. augusztus 4., Budapest) országos csúcs

### 200 m hát
- 2:35,7 (1963. augusztus 19., Szeged) országos csúcs
- 2:35,2 (1963. szeptember 19., Budapest) országos csúcs